# Uunartoq
Uunartoq är en ö i Grönland (Kungariket Danmark).   Den ligger i kommunen Kujalleq, i den södra delen av Grönland. På ön finns endast låg växtlighet.